# FR-F2
FR-F2 (фр. Fusil à Répétition modèle F2) — французька снайперська гвинтівка, створена збройовою компанією GIAT на основі FR-F1 наприкінці 1984 року.

## Історія
У 1980-х років Франція вирішує розробити нову гвинтівку на заміну FR F1. Було вирішено розробити нову гвинтівку на базі FR-F1, але із застосуванням нового патрона 7,62х51 мм (замість 7.5х55мм) з метою уніфікації з блоком НАТО (незважаючи на те, що Франція вийшла з військового блоку у 1966 році).
У 2018 році міністерство оборони Франції вирішило знайти заміну для FR F2, і в грудні 2019 року контракт на постачання 2600 гвинтівок під позначенням FPSA (Fusil de précision semi-automatique) отримала FN Herstal зі своєю гвинтівкою FN SCAR-H.

## Конструкція
Для стрільби зі снайперської гвинтівки застосовують гвинтівкові патрони калібру 7,62×51 мм. Вогонь із снайперської гвинтівки ведеться одиночними пострілами. Подача набоїв при стрільбі проводиться з коробчастого магазина місткістю 10 набоїв.

Прицільна сітка FR-F2

Гвинтівка комплектується оптичним прицілом. Основним прицілом є Scrome 10x40, також може встановлюватися приціл від компанії SAGEM, розроблений для програми FELIN, що об'єднує денний оптичний канал, тепловізійний канал і лазерний далекомір.

## Модифікації
FELIN — програма створення комплексу озброєння солдата майбутнього, в рамках якої гвинтівку оснастили різним обладнанням, включаючи електронні приціли, далекоміри, датчики стану зброї та систему передачі даних на нашлемний дисплей солдата.

## Оператори

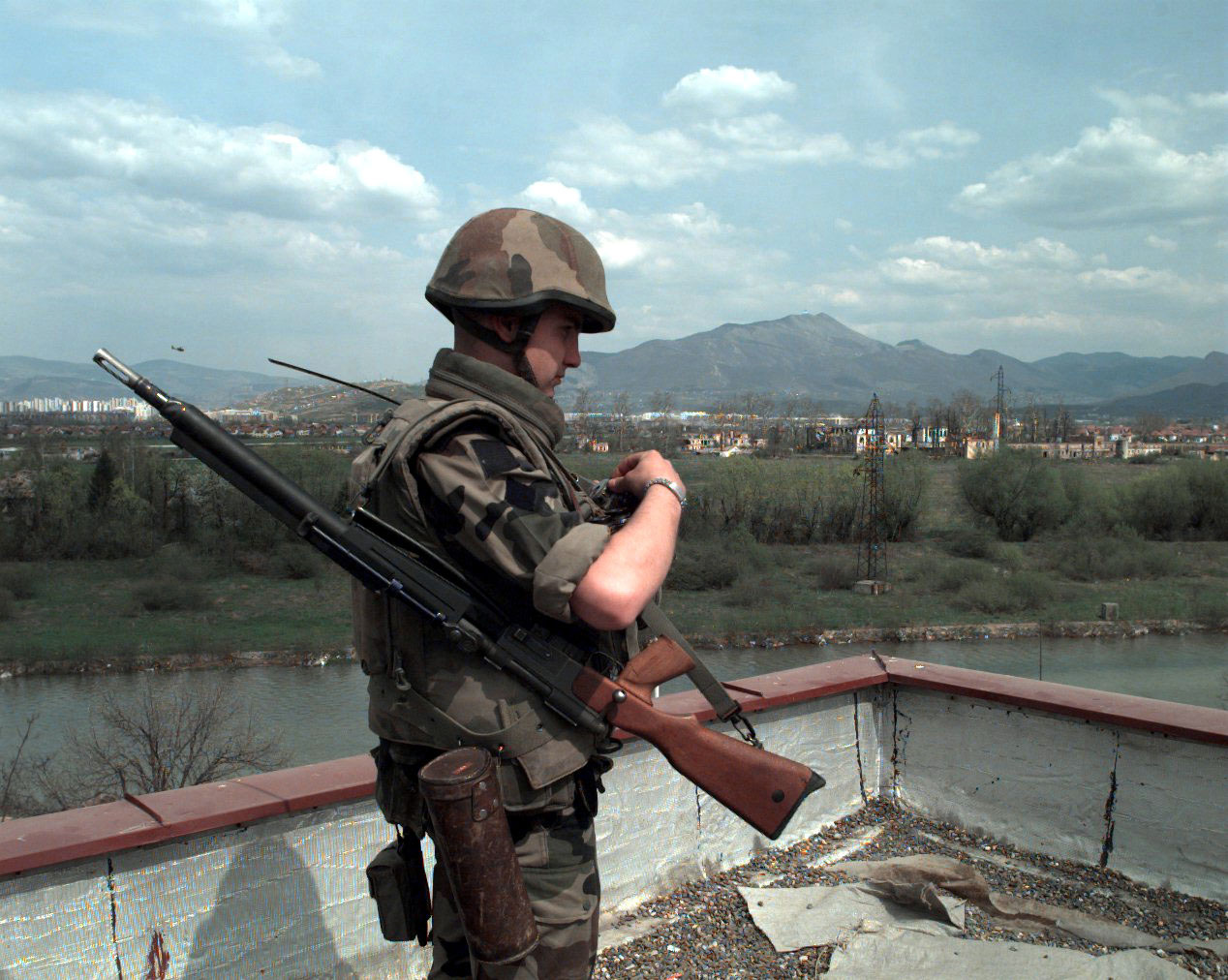
Французький солдат з гвинтівкою FR-F2

- Франція — збройні сили Франції
- Литва — збройні сили Литви